# آیه‌های زمینی (فیلم ۱۴۰۲)
آیه‌های زمینی (به انگلیسی: Terrestrial Verses) فیلم درام ایرانی به نویسندگی و کارگردانی مشترک علی عسگری و علیرضا خاتمی است. این فیلم شهروندان ایران را در مواجهه با حکومتی تمامیت‌خواه به تصویر می‌کشد.
این فیلم برای نخستین بار در ۲۳ مهٔ ۲۰۲۳ در بخش نوعی نگاه از هفتاد و ششمین جشنواره فیلم کن نمایش داده شد، و تنها نمایندهٔ سینمای ایران در بخش رسمی جشنواره سال ۲۰۲۳ بود.

## داستان
آیه‌های زمینی در ۹ قسمت، داستان زندگی روزمره مردمی از طبقات گوناگون ایران امروز را روایت می‌کند که به دلیل شرایط موجود با محدودیت‌هایی که به آنها تحمیل شده دست و پنجه نرم می‌کنند. فیلم یادآور شعر «آیه‌های زمینی» از فروغ فرخزاد است.

## بازیگران
- مجید صالحی
- گوهر خیراندیش
- فرزین محدث
- صدف عسگری
- حسین سلیمانی
- فائزه راد
- بهرام ارک
- سروین ضابطیان
- ارغوان شعبانی
- اردشیر کاظمی

## تولید
آیه‌های زمینی سومین فیلم بلند سینمایی علی عسگری است. علیرضا خاتمی که در فیلم تا فردا (۲۰۲۲) با عسگری همکاری کرده بود، در نویسندگی و کارگردانی این فیلم مشارکت دارد. تهیه‌کنندگی فیلم برعهدهٔ عسگری و میلاد خسروی بوده‌است، که خاتمی و ریحانه راد به عنوان تهیه‌کنندگان مشترک در کنار آن‌ها خدمت کردند. ادیب سبحانی و احسان واثقی به ترتیب به‌عنوان مدیر فیلمبرداری و تدوین‌گر، فعالیت داشتند. صدف عسگری که قبلاً در فیلم‌های ناپدید شدن (۲۰۱۷) و تا فردا از عسگری نقش‌آفرینی کرده‌بود، همچنین برای بازی در این فیلم انتخاب شد.
خاتمی این فیلم را «یک امر اعتراضی» دانست و در مصاحبه با رادیو فردا گفت که برای ساخت آن مجوزی از حکومت ایران گرفته نشد و انتظاری نیز به کسب مجوز انتشار در ایران ندارد.

## انتشار
آیه‌های زمینی به عنوان تنها فیلم بلند از میان ۴۰ فیلم معرفی‌شده از سینمای ایران در هفتاد و ششمین جشنواره فیلم کن انتخاب شد، و در ۲۳ مهٔ ۲۰۲۳ (۲ خرداد ۱۴۰۲) در بخش نوعی نگاه به نمایش درآمد.

## بازخورد
. به عقیدهٔ بابک غفوری‌آذر در رادیو فردا، داستان فیلم نمایان‌گر دوران پس از خیزش سراسری ۱۴۰۱ است.

## برای مطالعهٔ بیشتر
- «انفعال در سازمان سینمایی، استقبال در کن». جام جم آنلاین. ۶ خرداد ۱۴۰۲.